# Bassus brooksi
Bassus brooksi är en stekelart som beskrevs av Michael J. Sharkey 1998. Bassus brooksi ingår i släktet Bassus och familjen bracksteklar. Inga underarter finns listade.